# Sascha Leutloff
Sascha Leutloff (* 22. Oktober 1982 in Berlin) ist ein ehemaliger deutscher Basketballspieler. Er hat 155 Spiele in der Basketball-Bundesliga bestritten.

## Karriere
Leutloff, der im Bezirk Prenzlauer Berg aufgewachsen ist und dort für den SV Empor Berlin aktiv war, wechselte in seiner Jugend in die erfolgreichen Nachwuchsmannschaften des TuS Lichterfelde im Südwesten Berlins. Mittels einer Doppellizenz stand er auch im Kader des damaligen Serienmeisters Alba Berlin. In der Bundesliga-Saison 2003/04 machte er seine ersten vier Erstligaspiele. Zur folgenden Saison überschritt er das Höchstalter für die Doppellizenz und war zunächst weiter für den in die Regionalliga abgestiegenen TuSLi aktiv, bevor er nach Verletzungsproblemen bei Alba im Februar 2005 vom Erstligisten unter Vertrag genommen wurde. 2005 nahm er mit der deutschen Studentennationalmannschaft an der Sommer-Universiade in Izmir teil. In der Saisonvorbereitung zur folgenden Spielzeit verletzte sich Leutloff im Oktober 2005 selbst und erlitt einen folgenschweren Kreuzbandriss, so dass er erst im Januar 2007 beim mittlerweile wieder in die 2. Basketball-Bundesliga aufgestiegenen TuSLi aufs Spielfeld zurückkehrte.
Zur Saison 2007/08 wechselte Leutloff erstmals zu einem Verein außerhalb Berlins und unterschrieb in Weißenfels einen Vertrag beim vormaligen Lichterfelder Ligakonkurrenten Mitteldeutscher BC. In der ProA-Saison 2008/09 gewann er mit dem MBC die Meisterschaft und stieg mit dem Verein in die Bundesliga auf. Nach einer guten ersten Spielzeit 2009/10, die man mit einer positiven Bilanz mit 18 Siegen aus 34 Spielen und zum Saisonende noch in Reichweite der Play-off-Plätze kam, verlief die zweite Erstligaspielzeit genau entgegengesetzt. Entgegen den Erwartungen kam man während der ganzen Spielzeit 2010/11 nicht aus dem unteren Tabellendrittel heraus und wurde am Saisonende auf den vorletzten Tabellenplatz durchgereicht, der den erneuten Abstieg für die Mannschaft um ihren Kapitän Leutloff bedeutete. In der ProA-Spielzeit 2011/12 erreichte man nach der Hauptrunde den ersten Platz und in den erstmals durchgeführten Play-offs um den Aufstieg erreichte man das Finale, welches man in Hin- und Rückspiel knapp gegen die Kirchheim Knights gewinnen konnte. Nach der Lizenzerteilung durch die Bundesliga bedeutete die Finalteilnahme den sofortigen Wiederaufstieg und Mannschaftskapitän Leutloff verlängerte um zwei weitere Jahre.
Zur Saison 2014/2015 verließ Leutloff den MBC und schloss sich Science City Jena aus der zweitklassigen 2. Bundesliga ProA an. Damit ging nach sieben Jahren seine Ära beim MBC zu Ende, seine Trikotnummer 16 wird dort nicht mehr vergeben. Bei Jena wollte er sich neben dem Sport vermehrt seinem Studium widmen. Nach einer Saison in Jena wechselte Leutloff zu den Uni-Riesen Leipzig in die drittklassige 2. Bundesliga ProB. In Leipzig blieb er bis 2017. Später spielte er für den Hamburger Verein Bramfelder SV in der 2. Regionalliga.
Leutloff wurde als Referent bei Athleten Deutschland tätig. Bei den Damen des Eimsbütteler TV (2. Damen-Basketball-Bundesliga) trat er zu Beginn des Jahres 2025 zunächst das Amt des Co-Trainers an, bevor er zu Beginn der Saison 2025/26 Cheftrainer wurde.